# La paciente silenciosa
La paciente silenciosa es una novela de suspense psicológico de 2019 escrita por el autor británico-chipriota Alex Michaelides. La exitosa novela debut fue publicada por Celadon Books el 5 de febrero de 2019.  La versión en audiolibro, publicada en la misma fecha, es leída por Louise Brealey y Jack Hawkins.  La historia está narrada por Theo Faber, un psicoterapeuta inglés. Trata sobre una paciente que se queda muda tras asesinar a su marido. Tras su lanzamiento, el libro debutó en la lista de Best Sellers del New York Times en el puesto número 1.  Posteriormente, ganó el premio Goodreads Choice Award 2019 en la categoría Misterio y Suspense. 

## Trama
Tras esta novela, Michaelides que ya había escrito varios guiones de cine afirmó: "Me sentía muy desilusionado de mi labor como guionista jj. No paraba de ver cómo se destrozaban mis libretos en la producción y esta sensación de frustración me hizo decidir sentarme a escribir una novela."  Redactó el borrador unas 50 veces antes de finalizarlo. La tragedia ateniense Alcestis, de Eurípides, le sirvió de inspiración para la trama, mientras que su estructura narrativa estuvo influenciada por la obra de Agatha Christie. 
Michaelides decidió ambientar su novela en una unidad psiquiátrica, ya que había trabajado en un centro psiquiátrico de seguridad para adolescentes mientras era estudiante de psicoterapia. 

## La crítica
La novela recibió críticas generalmente mayoritariamente positivas. The Independent elogió el libro por su trama, personajes y estilo, y escribió: "[lo suficientemente intenso como para justificar terminarlo en un día... la escritura es sencilla y ordenada con un estilo sobrio y conciso, lleno de detalle superfluos"  The Guardian estuvo de acuerdo y elogió su "prosa clara y ordenada" y su "hábil creación [de] tensión hasta el impactante final de la novela". Deccan Herald lo categorizó como "una trama inteligente junto con un interesante trabajo de personajes y, finalmente el último impacto que te deja estupefacto". El Washington Post ensalzó la trama como "fresca", pero criticó sus "tropos de terror, escenas trilladas y personajes cómicamente astutos y arenosos"⁣.  Otra crítica negativa vino de Kirkus Reviews, quien criticó el libro como "torpe, artificial y tonto... con un giro que los lectores expertos verán venir desde muy lejos". 